# Трг Бастиље
Трг Бастиље је трг у Паризу на коме се некада налазио затвор Бастиља, све до пада Бастиље и  накнадног физичког уништења између 14. јула 1789. и 14. јула 1790. током Француске револуције. Од затвора није остало ни трага.
Трг се простире на 3 арондисмана Париза, односно 4, 11. и 12. Трг и околна подручја се обично називају једноставно Бастиља. Јулски стуб (Colonne de Juillet) која обележава догађаје из Јулске револуције (1830) стоји у центру трга. Остале значајне карактеристике укључују оперу Бастиља, станицу метроа Бастиља и део канала Сен Мартин. Пре 1984. године на месту где се сада налази опера налазила се бивша железничка станица Бастиља.
Трг је место одржавања концерата и сличних догађаја. Североисточна област Бастиље је посећена ноћу, због својих бројних кафића, барова, ноћних клубова и концертних сала. Као последица његовог историјског значаја, трг је често место или полазна тачка политичких демонстрација, укључујући масовне демонстрације против СРЕ - contrat première embauche (првог уговора о запошљавању) 28. марта 2006. године.

## Историја

### Рана историја Бастиље
Бастиља је изграђена између 1370. и 1383. за време владавине краља Карла V као део одбране Париза, структуру је у 17. веку претворио у затвор Ришеље, који је био главни министар краља Луја XIII. У то време у њој су били првенствено смештени политички затвореници, али и верски затвореници, писци и млади криминалци затворени на захтев својих породица. Почео је да стиче лошу репутацију када је постао главни затвор за оне за које су издате наредбе директно од стране краља Француске.
До краја 18. века, зграда је била састављена од осам збијених кула, високих око 24 м, окружујући два дворишта и оружарницу. Затвореници су држани у кулама од 5-7 спратова, од којих је свака имала просторију пречника око 4,6 м са различитим намештајем. Злогласне тамнице (cachot), подземне ћелије пуне гамади, више нису биле у употреби од времена владавине Луја XV и Луја XVI, који су радили на реформи казненог система у Француској. Управник затвора добијао је дневницу по затворенику, износ који зависи од њиховог статуса - од деветнаест ливра дневнице за научнике и академике до три за обичне људе. Иако су услови за затворенике били бољи него у многим другим затворима у Француској, популарни књижевни извештаји су се фокусирали на Бастиљу као на место ужаса и угњетавања и симбол аутократске окрутности.

### Пад Бастиље
Сукоб између обичних људи и Старог поретка на крају је довео до тога да су грађани Париза 14. јула 1789. упали на Бастиљу, након вишедневних немира. У том тренутку, затвор је био скоро празан, са само седам затвореника: четири фалсификатора, два лудака и млади аристократа којим је био незадовољан његов отац. Редовни гарнизон се састојао од око 80  "инвалида" (војника ветерана који више нису били способни да служе на терену) под гувернером Бернаром-Ренеом де Лунеом. Они су били појачани одредом од 32 гренадира из једног од швајцарских најамничких пукова које је Монархија позвала у Париз нешто пре 14. јула.
Око 600 људи окупило се напољу око средине јутра, позивајући на предају затвора, уклањање оружја и ослобађање оружја и барута. Двојица изабраних да представљају окупљене су позвани у тврђаву и почели су спори преговори.
У раним поподневним сатима, маса је провалила у небрањено спољашње двориште, и пресекла ланце на покретном мосту до унутрашњег дворишта. Почела је грчевита размена пуцњаве; средином поподнева гомила је била појачана побуњеном Француском гардом Краљевске војске и два топа. Де Луне је наредио прекид ватре; упркос томе што су његови захтеви за предају одбијени, он је капитулирао и победници су упали да ослободе тврђаву око 5:30.

### Каснија историја
Дана 16. јуна 1792. године, подручје које је заузимала Бастиља претворено је у трг који слави слободу где ће бити подигнут стуб. Први камен је положио Пјер Франсоа Палој; међутим, до изградње никада није дошло, а уместо ње је 1793. изграђена фонтана.
Године 1808, као део неколико пројеката урбаног унапређења Париза, Наполеон је планирао да овде изгради споменик у облику слона, Слона Бастиље. Дизајниран је да буде висине 24 м, и да буде изливен од бронзе топова узетих од Шпанаца. Приступ врху требало је да се оствари степеницама постављеним у једној од ногу. Међутим, изграђен је само модел од гипса у пуној величини. Виктор Иго је овековечио споменик у роману Јадници где га Гаврош користи као склониште. Споменик је срушен 1846. године.
Године 1833. Луј-Филип I је одлучио да изгради Јулски стуб како је првобитно планирано 1792. године. Свечано је отворен 1840.

## Подручје данас
Некадашња локација тврђаве сада се зове Place de la Bastille. На њему се налази Опера Бастиља. Велики јарак (fossé) иза тврђаве претворен је у марину за излетничке бродове, Bassin de l'Arsenal, на југу, који се граничи са Булеваром Бастиље. На северу, покривени канал, Канал Сен-Мартен, протеже се на север од марине испод кружног тока за возила који се граничи са локацијом тврђаве, а затим се наставља око 4,4 километра до Трга Стаљинградске битке (Place de la Bataille-de-Stalingrad).
Четвртком и недељом, велика пијаца на отвореном заузима део парка северно од Трга Бастиље, дуж булевара Ришар-Леноар. Потрошачи могу пронаћи свеже воће, рибу, месо, сир и хлеб, као и одећу и типичне артикле са бувљака.
Неки несрушени остаци једне куле тврђаве откривени су током ископавања за метро 1899. године и пребачени су у парк (Трг Анри-Гали) неколико стотина метара даље, где су изложени и данас. Првобитни обрис утврђења такође је обележен на коловозу улица и путева који пролазе преко некадашње локације, у виду посебних поплочаних каменова. 

## Галерија
- Пешачка зона на сверној страни споменика
- Контуре бивше тврђаве Бастиља
- Трг Бастиља
- Трг Бастиље и Јулски стуб
- Новогодишњи празници на тргу
- Новогодишње јелке на тргу
- Јулски стуб
- Трг Бастиље
- Трг Бастиље